# Theater der römischen Antike

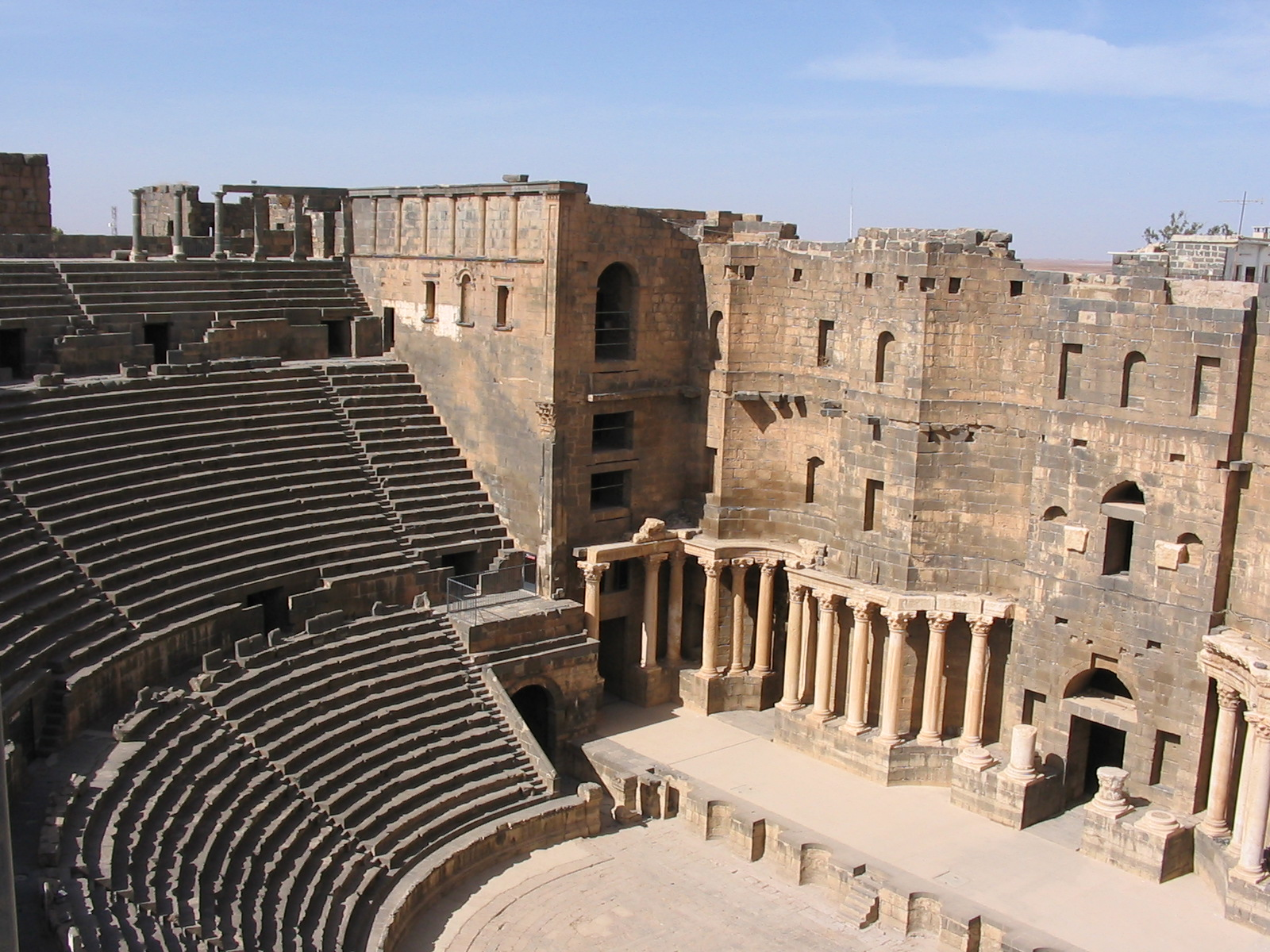
Römisches Theater in Bosra (Syrien)

Die römische Kultur machte große Anleihen beim Hellenismus, was vor allem dessen Bildungsideale betraf. Somit wurden im 3. Jahrhundert v. Chr. auch Theaterstücke, welche einen wesentlichen Bestandteil der griechischen Literatur ausmachten (siehe Theater der griechischen Antike), im römischen Machtbereich immer populärer.
Erste Theateraufführungen in Rom fanden allerdings schon im Jahre 364 v. Chr. bei öffentlichen Spielen (ludi publici) zu Ehren der Götter statt. Aufgrund des ursprünglich religiösen Charakters wurden die Theaterspiele in unmittelbarer Nähe eines Tempels ausgetragen. Anlass für die Theateraufführungen war nach römischer Traditionsbildung eine vorangegangene Seuche, schreibt Livius, und die Spiele sollten nun eine Opfergabe für die Götter darstellen. Diese neue Form der Unterhaltung (ludi scaenici) war bei den Römern schnell sehr beliebt und konnte sich bald etablieren. 
Ab 240 v. Chr. wurden erstmals griechische Tragödien und Komödien als Roms literarische Literatur von Livius Andronicus ins Lateinische übersetzt, zur Aufführung gebracht (und dem römischen Publikumsgeschmack angepasst). Dass das möglich war, hatte Entscheidungen der Magistrate zur Voraussetzung. Ab diesem Zeitraum wurden die ludi scaenici mit dramatischen Aufführungen fester Bestandteil der ludi Romani („Römische Spiele“).
Das Theater wurde zu einem wesentlichen Bestandteil des Alltagslebens der Römer, wenn es um Unterhaltung ging. Werke von Plautus, Terenz und Seneca dem Jüngeren, die bis heute erhalten sind, beleuchten verschiedene Aspekte der damaligen römischen Gesellschaft und Kultur. 

## Anfänge der Theateranlagen
Von den Anfängen bis 55 v. Chr. beschränkten sich die römischen Theater mit Bühne und Zuschauerraum auf einfache Bauten aus Holz, die nach dem unmittelbaren Gebrauch sofort wieder entfernt wurden.
In der Mitte des 2. Jahrhunderts v. Chr. musste man sich als Folge eines Senatsbeschlusses sogar nur mit dem Podium für Schauspieler begnügen, während die Zuschauer stehen mussten. Diese ungewöhnliche Entscheidung war in der Furcht der Senatoren begründet, dass die Römer durch zu viel Erholung (da sie bei den Theateraufführungen ja nur sitzen) bei den öffentlichen Spielen weicher (für den Kampf und die Vorstellung eines wahren Römers erschütternd) werden könnten. So die offizielle Stellungnahme des Senats.
In erster Linie lag der Grund jedoch in der kritischen Einstellung vieler Senatoren den Veranstaltungen gegenüber, die diese Form der Unterhaltung aufgrund ihrer griechischen Herkunft und ihres oft obszönen Inhaltes (besonders des mimus und der atellane) als unmoralisch und sittlich verwerflich ansahen und es abzuschaffen versuchten.
Seit den Eroberungsfeldzügen (1. Jahrhundert v. Chr.) ging es mit dem Ansehen der Griechen in Rom bergauf. Viele griechische Philosophen, Redelehrer und weitere Künstler, auch Schauspieler und Theaterdichter, gingen nach Rom.
Besonders bei den jungen Römern war der Wunsch nach griechischem Luxus da. Hierin sahen die Politiker jedoch einen Widerspruch mit den alten Tugenden: Gehorsamkeit und Enthaltsamkeit (entsprechend den mores maiorum), welche die Machtbasis der römischen Aristokratie darstellen. Die Senatoren sahen die Moral und Disziplin und dazu ihre eigene Machtbasis bedroht.
Solange diese Meinung verbreitet war, war ein Theaterbau in Rom schlicht undenkbar.
Dennoch gab es auch viele Leute in allen römischen Bevölkerungskreisen, die die griechische Kultur nahezu fanatisch bewunderten und unterstützten, so dass die Zahl der Festspieltage, an denen Theaterstücke aufgeführt wurden, ständig zunahm.

## Architektur

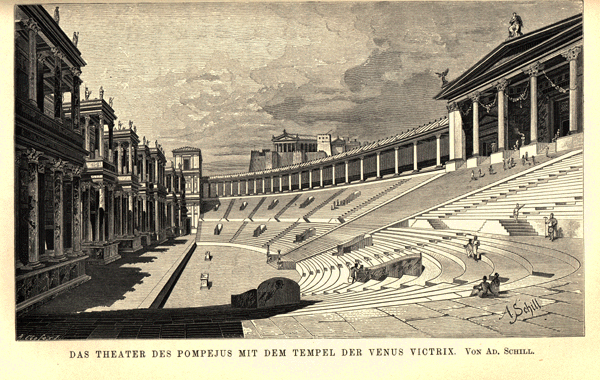
Rekonstruktion des Pompeius-Theaters und des Venus-Tempels rechts.

Der erste feste Bühnenbau ist das theatrum lapideum, das  Pompeius 55 v. Chr. auf dem Marsfeld in Rom errichten ließ. Dieses nach ihm benannte Pompeiustheater war Teil eines großen Komplexes in Tibernähe, in dem sich auch ein Heiligtum der Göttin Venus befand.
Der Zuschauerraum (cavea, ‚(Aus-)Höhlung‘) bestand aus halbkreisförmig angelegten ansteigenden Sitzreihen mit mehreren Zugängen (vomitoria, Singular vomitorium, von vomere, ‚ausspeien‘, weil es von der Bühne gesehen aussieht, als ob die vomitoria die Zuschauermengen ausspien). Durch Korridore (praecinctiones) und durch Treppen konnte man sich zu den einzelnen Sitzplätzen bewegen. Die einzelnen Zuschauerblöcke (cunei, Singular cuneus, ‚Keil‘) waren durch Korridore voneinander getrennt. Am oberen Abschluss des Zuschauerraumes befand sich sehr häufig eine überdachte Galerie, bzw. ein Säulengang (porticus). Bei sehr heißem Wetter konnte man zusätzlich auch ein Sonnensegel (velarium) über den Sitzreihen, mit Verankerungen an der Außenwand in der Höhe der Galerie, befestigen.
Die Plätze wurden nach politischen oder wirtschaftlichem, also nach sozialen Status des Besuchers verteilt: Senatoren oder andere hohe Regierungsmitglieder saßen entweder in der orchestra, der halbkreisförmigen Ebene direkt vor der Bühne, oder fanden in erhöhten Logen (tribunalia) an den Seiten der Cavea Platz. Sie hatten sogar besondere Zugänge: aditus maximi, die direkt am Bühnenkomplex entlang verliefen und von zwei Seiten in die Orchestra mündeten. Die nachfolgenden 14 Reihen der Tribüne waren für die Equites reserviert. Für die übrigen Sitzreihen bestand freie Platzauswahl für den einfachen Bürger.
Der Bühnenkomplex bestand aus dem Bühnenhaus (scaena) und der eigentlichen Bühne (pulpitum). Darunter befanden sich in einem weiteren Raum diverse Hebe- und Versenkungsmaschinen. Über der Bühne gab es ein Dach zum Schutz vor Witterungseinflüssen, dieses war oft drei Stockwerke hoch und prächtig mit Säulen, Fenstern und Nischen verziert. Alles andere zum Theaterbetrieb Notwendige befand sich im Bühnenhaus.
Bis zum heutigen Tag sind im gesamten Mittelmeerraum eine große Anzahl römischer Theater, in unterschiedlichem Zustand, zu sehen. Besonders gut erhalten sind hierbei die Theater in Merida (Spanien), Orange (Frankreich), Aspendos (Türkei), Bosra (Syrien), Amman (Jordanien), Caesarea (Israel), Thugga (Tunesien), Leptis Magna und Sabrata in Libyen und in Rom.

## Theatergenres

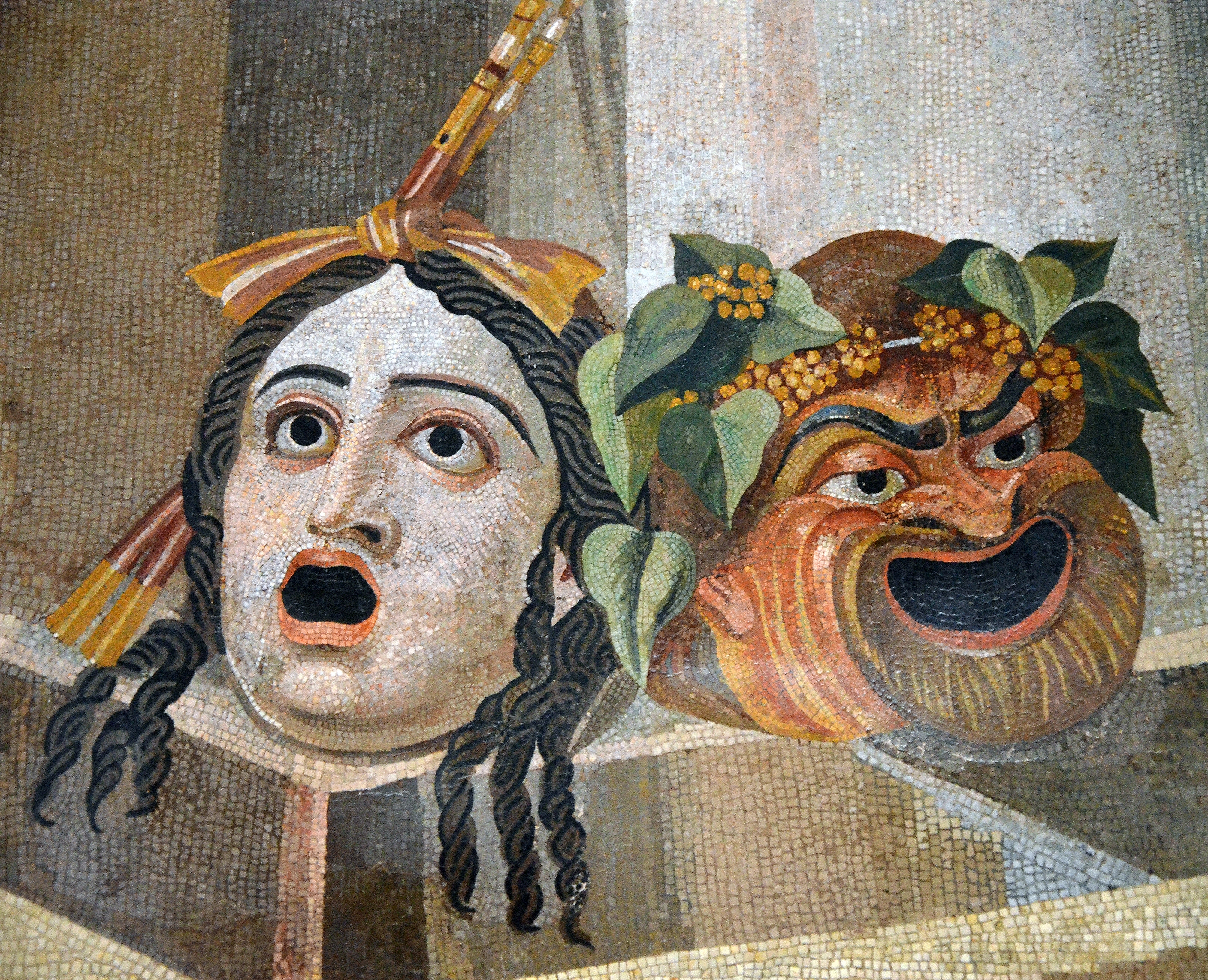
Theatermasken für Komödie und Tragödie

Die ersten bedeutenden Werke der römischen Literatur waren die Tragödien und Komödien, die Livius Andronicus ab 240 v. Chr. schrieb. Fünf Jahre später begann auch Gnaeus Naevius, ein jüngerer Zeitgenosse von Andronicus, Dramen zu schreiben und war ebenfalls in beiden Genres tätig. Von keinem der beiden Autoren sind Stücke erhalten geblieben. Zu Beginn des 2. Jahrhunderts v. Chr. hatte sich das Drama in Rom fest etabliert und eine Schriftstellergilde (collegium poetarum) war gegründet worden.

### Gattungen der Komödie
Zu den frühesten Formen der römischen Komödie zählten Mimus und Atellane. Typisch für diese beiden Gattungen sind vulgäre und obszöne Inhalte ohne dramatische Handlung: Liebschaften, Ehebrüche, das dumme Landvolk, Schiffbruch, Mord und Betrügereien, Ohrfeigen, Fußtritte, Prügeleien, alberne Grimassen und Verfolgungsjagden bilden das übliche Standardrepertoire beider Gattungen.

#### Mimus (seit dem 2.Jahrhundert v.Chr.)
Die typische Sprache des Mimus bediente sich mitunter einer gewissen licentia verborum, einer sprachlichen Ausgelassenheit, und setzte sich aus einem direkten und volksnahen Vokabular, dem auch obszöne und derbe Ausdrücke beigemischt wurden, zusammen. Vom Mimendichter Publilius Syrus, dessen Mimen allesamt verloren sind, ist eine Sammlung von etwa 700 Einzeilern erhalten, die sogenannten Sententiae, die dagegen im jambischen oder trochäischen Versmaß geschrieben wurden.
Die Themen könnte man gut unter dem modernen Sammelbegriff „Sex and crime“ zusammenfassen: Häufig ging es um Liebschaften, Heirat und Ehebruch, aber auch um „Tragisches“ wie Schiffbrüche, Tod, Giftmord und diverse Betrügereien, sodass es mitunter zu Verfolgungsjagden, Schlägereien und albernen Grimassen kam. Auch Anspielungen auf tagespolitische Themen und Personen sind in den Mimusfragmenten bezeugt. Besonders der Mimendichter Decimus Laberius nahm Mitte des 1. Jahrhunderts v. Chr. wiederholt Verordnungen und Taten des berühmten Gaius Iulius Caesar aufs Korn. Beliebt war auch Mythentravestie, welche die Liebschaften von Göttern (besonders Jupiter) und Heroen parodierte. Erfolgreiche Dichter dieser Richtung waren Lentulus und Hostilius.
Da sich die Stücke inhaltlich kaum unterschieden, konnten sie von den Schauspielern routiniert und recht professionell aufgeführt werden und ermöglichten viele spontane Einlagen und Improvisationen. Vom lateinischen Mimus sind heute nur Fragmente bekannt, während vom griechischen Mimus auch ganze Szenen – erhalten auf Papyri aus dem ägyptischen Oxyrhynchos – überliefert sind.
Diese halb- bis einstündigen Possen konnten mit verhältnismäßig geringem Aufwand auf die Bühne gebracht werden, da ein Ensemble nur aus wenigen Schauspielern bestand. Inschriftlich und literarisch sind Mimenschauspieler zweiten, dritten und vierten Ranges (secundarum, tertiarum, quartarum) bezeugt. Davon waren zwei Charakterdarsteller, der andere stellte den Typus des stupidus (der Dümmling, am rasierten Schädel erkennbar) dar. Auch der aus der römischen Komödie des Plautus und Terentius bekannte Parasit findet sich mitunter im Mimus wieder. Je nach finanziellen Möglichkeiten konnten noch weitere Schauspieler sowie Statisten und Chargendarsteller hinzukommen.
Der Hauptdarsteller des mimus verlangte von seinen Kollegen die völlige Unterordnung, so dass sie gegebenenfalls sogar schlechter spielen mussten, um ihm nicht die Schau zu stehlen. Die mimi (Schauspieler des mimus) trugen keine Masken, was eine noch höhere Anforderung an ihre künstlerischen Qualitäten in Mimik und Gestik stellte. Zu einem mimus gehörten auch Prosapartien, Gesangsnummern und Tanzeinlagen.
Seit dem 1. Jahrhundert v. Chr. sind auch Mimenschauspielerinnen (mimae) literarisch bezeugt, es ist aber anzunehmen, dass Mimendarstellerinnen bereits vor dieser Zeit auftraten.

#### Atellane (atellana fabula)
Diese ursprünglich aus Campanien stammende Form der Komödie war eng mit der dorischen Volksposse der Phlyaken im griechischen Unteritalien verwandt und erhielt ihren Namen vermutlich daher, weil sie zum ersten Mal von Schauspielern aus der oskischen Stadt Atella aufgeführt worden sein soll.
Das Ensemble setzte sich aus feststehenden Typen zusammen, die durch unverwechselbare Masken gekennzeichnet waren. Eine genaue Identifizierung der auf uns gekommenen Masken mit einzelnen Typen der Atellane muss jedoch Spekulation bleiben, da diese Masken nicht beschriftet sind und sich auch keine Beschreibungen in der römischen Literatur erhalten haben.
- Maccus, der Dümmling, wird von den anderen immer wieder betrogen und verspottet. Seine Maske ist in der modernen Forschung mit Hakennase, Kahlkopf, halbgeöffnetem Mund mit nur noch wenigen Zähnen und stupidem Gesichtsausdruck charakterisiert worden.
- Nicht viel klüger ist Bucco (von bucca = Backe). Er ist ein fülliger und pausbäckiger „Maulheld“ und muss deshalb häufig – zur Belustigung des Publikums – Ohrfeigen einstecken.
- Manducus, „der Fresser“ (auch dossen(n)us), zeichnet sich durch Vergesslichkeit, aber auch durch eine gewisse Bauernschläue aus.
- Auch Pappus, ein lüsterner und geiziger Alter, ist nicht viel cleverer als seine Kumpane.

Auch die Sprache der atellane ist durch sprachliche Derbheit ausgezeichnet. Dazu kommt eine gesteigerte Gestikulation, um alles zu übertreiben und damit lächerlich zu machen. Wieder sind nur Teile erhalten, dafür aber auch ein paar Titel, die Informationen über den Inhalt liefern können.
Themen der atellane sind häufig Alltagssituationen, wobei die verschiedenen feststehenden Typen in die unterschiedlichsten Berufe schlüpfen, aber auch erotische Inhalte und familiäre Ereignisse wie Hochzeiten und Todesfälle mit Streitigkeiten um das Erbe stehen auf der Tagesordnung. Wie beim mimus ist auch hier die Mythentravestie sehr beliebt. Häufig griffen die Dichter auf den Stadt-Land-Kontrast zurück, wobei das ganze ländliche Leben veralbert und verspottet wurde und die Städter sich himmelweit überlegen fühlen konnten. Deutlich wird das durch den groben, oft vulgären „bäuerlichen“ Dialekt, den die Schauspieler benutzten.
Nach der Blütezeit zwischen 100 und 80 v. Chr. mit zwei namentlich fassbaren Dichtern Lucius Pomponius und Novius nahm die Beliebtheit der atellane allmählich ab, während der mimus immer beliebter wurde und – gemeinsam mit dem Tanztheater des Pantomimus – die Theaterbühnen bis in die Spätantike beherrschte.

#### Fabula palliata und fabula togata
Im 3. Jahrhundert v. Chr. wurde in Rom das griechische Kunstdrama bekannt:
Die fabula palliata war eine Komödie nach griechischem Vorbild. Dabei wurden griechische Vorbilder der „Neuen attischen Komödie“ einfach in die lateinische Sprache übersetzt und dem Geschmack des römischen Publikums angepasst. Themen und Handlungsorte blieben jedoch griechische Schauplätze mit griechischen Stoffen – Freuden und Leiden einer kleinbürgerlichen Welt. Mit der fabula palliata erreichte das römische Theater seinen künstlerischen Höhepunkt.
Eine Sonderform der römischen Komödie ist die fabula togata, bei der Handlungsort und Thematik der Komödie auf italisches Gebiet verlegt werden und die sich – abgesehen von der Stilform – an keinen direkten griechischen Vorbildern orientierte (fabula togata, = „Komödie im römischen Gewand“ von Toga / fabula palliata = „Komödie im griechischen Gewand“ von pallium = Mantel).
Von Plautus (250 bis 184 v. Chr.) sind zwanzig Komödien überliefert und von Terenz (um 195–159 v. Chr.) sechs.

### Gattungen der Tragödie
Die klassische römische Tragödie orientierte sich am griechischen Kunstdrama, stellte jedoch eine römische Sonderform: fabula praetexta (= Tragödie im römischen Staatsgewand) heraus, in der die Schauspieler in der purpurgesäumten toga praetexta als römische Helden auftraten.
Die traditionelle Tragödie nach griechischem Vorbild wurde in der Kaiserzeit als fremd und altmodisch empfunden, was vor allem auf die eigentümliche Kostümierung und die grimmigen und hässlichen Masken mit großen Mündern zurückzuführen ist.
Die Inhalte der mehrstündigen Dramen waren außerdem zu anspruchsvoll und schwer verdaulich und waren daher von der Konkurrenz durch Gladiatorenkämpfe und Wagenrennen und die volkstümliche leichtere Komödie stark gefährdet.
Es ist fraglich, ob die Tragödien Senecas (4 v.–65 n. Chr.) überhaupt noch für die Bühne geschrieben, oder als reine Lesedramen konzipiert waren, da viele Passagen auch isoliert rezitiert werden könnten.
Um weiterhin konkurrenzfähig zu bleiben, setzte die Tragödie auf besonders umfangreiche und aufwendige Ausstattung, um das Publikum anzulocken. Pferde und Karren, ja sogar ganze Schiffe tauchten auf der Bühne auf, so dass der Mittelpunkt immer mehr vom Inhalt auf den Anblick der Vorführung verlagert wurde.
Auf Dauer konnten derart kostspielige Unternehmen allerdings nicht unterhalten werden, daher ist es wenig verwunderlich, dass die klassische Tragödie in der ersten Hälfte des 1. Jahrhunderts n. Chr. völlig aus den Theaterprogrammen Roms verschwand.
Das war das Ende der ludi Graeci, während die ludi Romani ihren Siegeszug weiter fortsetzen konnten. Atellane und vor allem der mimus waren auch weiterhin allgemein beliebt. In einer radikalen Reform, die die Tragödie seichter und somit „genießbarer“ machen sollte, und außerdem mehr fürs Auge, mehr Spannung und Überraschungen bieten sollte, entstand der Pantomimus (auch: saltica fabula).

#### Pantomimus
Im Jahr 22 v. Chr. führte der Schauspieler Pylades eine entscheidende Änderung durch, indem er bei der Tragödie den Vortrag von der Bewegung trennte. Ein einziger, jeweils anders maskierter und kostümierter Schauspieler, der alle Rollen übernahm, spielte einen historischen oder mythologischen Stoff in einer Abfolge von solistischen Szenen mit Tanzeinlagen.
Dabei sprach er kein Wort (pantomimus = „einer, der alles nachahmt“), sondern wurde von einem Chor, der den Text rezitierte, und einem Orchester begleitet, zu dessen Erzählung der Pantomime gleichsam „tanzte“. (Daher wurde diese Form der Darstellung auch saltare = tanzen genannt).
Um keine Langweile aufkommen zu lassen, folgte ein Höhepunkt dem anderen. Die ursprünglich langen Dialoge der Tragödie wurden radikal zusammengekürzt und „langweilige“ Passagen ganz herausgelassen, so dass eine Reihe von Szenen übrigblieb, die voller dramatischer Spannung und höchsten Emotionen steckten. Da man sich auf das Spektakuläre und das schon Bekannte bzw. vom Publikum Akzeptierte beschränkte, tauchten immer wieder dieselben Lieder (cantica) auf, die allmählich zu Volksliedern avancierten. Dabei kam es weniger auf einen ausgefallenen Text, als vielmehr auf eine eingängige Melodie mit „Ohrwurm-Qualitäten“ an.
Die Dichter dieser Libretti hatten daher bei ihren Dichterkollegen keinen sonderlich guten Ruf. Dennoch ließ sich auch so mancher Epiker wie z. B. Lucan oder Statius aus Geldnot dazu herab, da die Bezahlung sehr gut war.
Die Themen stammten meist aus der griechischen Mythologie und der Weltgeschichte und waren mit möglichst viel Blut und Dramatik gewürzt.
Anforderungen an den Pantomimen: Im Gegensatz zu den Clownerien der Kollegen vom mimus, war der pantomimus immer der scharfen Kritik seines Publikums unterworfen. Er musste außerordentlich flexibel sein und jederzeit improvisieren können, da er meist mehrere völlig gegensätzliche Rollen gleichzeitig spielen musste. Dazu wechselte er äußerlich nur die Maske.
Wichtig war aber auch die äußerliche Statur des Tänzers, sein Körper musste dem „goldenen Mittelmaß“ entsprechen, damit er flexibel alle Rollen übernehmen konnte und nicht durch seinen Körper schon festgelegt wurde. Deshalb hielten die Pantomimen streng Diät und griffen auch gelegentlich zum Brechmittel, um nicht zuzunehmen. Dazu absolvierten sie regelmäßig ein intensives Bewegungstraining. Aber auch eine gute geistige Begabung war Voraussetzung, ein hervorragendes Gedächtnis, Urteilsfähigkeit sowie Sinn für Dichtung und Harmonie und feste mythologische Kenntnisse, um den Stoff richtig interpretieren zu können. Es war also das hohe künstlerische Niveau des Pantomimen, welcher allein durch seine darstellerischen Fähigkeit, Gestik und Gebärdensprache mit nur wenigen Hilfsmitteln die Geschichte erzählte, was den Reiz dieser Gattung ausmachte.

## Theaterwesen

### Die einfachen Schauspieler und ihre Rechte
Schauspielertruppen setzten sich zumeist aus Bürgern fremder Städte, aus Sklaven oder Freigelassenen, d. h. aus Personen, die entweder gar keine oder nur teilweise im Besitz der römischen Bürgerrechte waren, zusammen. Mitunter lassen sich aber auch vereinzelt freigeborene römische Bürger als Schauspieler nachweisen. Ihr Leben verlief in bescheidenen, ruhigen Bahnen und war von einer deutlichen Kluft zwischen Darstellen und Sein gekennzeichnet, die der Philosoph Seneca überdeutlich aufzeigte:
Die stolzen verwegenen Helden auf den Bühnen sind in Wirklichkeit Sklaven und Hungerleider.
Aufgrund der Zusammensetzung der Theatergruppen und des teilweise obszönen Inhaltes der Bühnenstücke war der Schauspielerstand allgemein nicht besonders angesehen. Schauspieler wurden im antiken Rom häufig mit unehrenhaft entlassenen Soldaten, Kupplern, Dieben und Betrügern – Schauspielerinnen mit Dirnen und Hetären – gleichgesetzt und mussten bei einem Vergehen mit schwererer Bestrafung als „gewöhnliche“ Menschen rechnen, denn ihre Bürgerrechte waren stark eingeschränkt.
Das Gesetz lex Iulia de adulteriis coercendis bevollmächtigte z. B. einen römischen Bürger, der seine Frau mit einem Schauspieler im Bette erwischte, diesen sofort zu töten, ohne hinterher eine gerichtliche Untersuchung zu erwarten. Voraussetzung war allerdings, dass der Ehemann sui iuris war, d. h. nicht mehr unter der „väterlichen Gewalt“ stand. War dies nicht der Fall, drohte dem Ehemann ein Mordprozess.
Beamte durften Schauspieler jederzeit und überall züchtigen lassen. Diese alte Regelung wurde erst von Augustus etwas eingeschränkt. Fortan durften die Züchtigungen nur noch während der Spielzeiten und innerhalb des Theaters durchgeführt werden.
Noch schwerer hatten es die Schauspielerinnen, die häufig mit einfachen Dirnen verglichen wurden. Dass sich eine Frau zu obszönen Handlungen, wie sie den Inhalten der Mimenstücke (mitunter fälschlich) zugeschrieben wurden, herabließ, galt als endgültig verwerflich. Besonders christliche Autoren und Kirchenväter (etwa Johannes Chrysostomos) wetterten gegen Miminnen und sahen in ihnen eine Gefahr für das Familienleben braver Christen.

### Ruhm
Trotzdem kam es teilweise zu großer, vereinzelt sogar fanatischer Bewunderung einzelner Schauspieler: Manchmal wurde ein Schauspieler sogar durch Verleihung des Bürgerrechts, durch eine Statue, eine Inschrift oder einen hohen Geldbetrag besonders geehrt.
Einen richtigen Starkult erlangten gelegentlich die kaiserzeitlichen Pantomimendarsteller, die sich konkurrenzlos in ihren solistischen Auftritten vor einem großen Publikum profilieren konnten. Ein guter Pantomime konnte Höchstgagen verlangen und bekam sie auch. Pyladis, der Erfinder des pantomimus, ließ sich so teuer bezahlen, dass er im Alter so reich war, dass er selbst Schauspiele veranstalten und den künstlerischen Nachwuchs finanzieren konnte.
Nero, der selbst gerne Tragödien rezitierte, gab viel Geld zur Förderung der Künste aus und verschenkte über zwei Milliarden Sesterze an seine Favoriten, u. a. viele Schauspieler. Neun Zehntel dessen forderte sein Nachfolger Galba jedoch wieder von den Empfängern zurück, da die Staatskasse durch Neros Ausgaben bankrottgegangen war. Dennoch blieben die nachfolgenden Kaiser den Schauspielern gegenüber aus Publicity-Gründen recht freizügig, erst Mark Aurel zog die Bremse, indem er die Gagen der Schauspieler begrenzte.
Den führenden Schauspielern ging es also allgemein nicht schlecht. Zwar gehörten sie zu einer gesellschaftlichen Randgruppe mit einem allgemein schlechten Ansehen, aber sie hatten weder finanzielle Sorgen, noch mussten sie persönliche Ächtung fürchten. Dies beweist auch die Grabinschrift des Mimenschauspielers Vitalis aus dem 2. Jahrhundert v. Chr.:

„Er war dank seiner Kunst weltweit bekannt und hatte sich auf diese Weise ein schönes Haus und ein großes Vermögen verdient.“

Die großen Pantomimen waren richtige Stars im heutigen Sinne, die von allen Schichten angehimmelt wurden und selbst in höchsten Kreisen beliebt waren. Das gilt besonders für die Pantomimen, weil diese Kunst als ernster und anspruchsvoller galt und deshalb in den höheren Ständen angesehener war als der mimus, der wiederum seine größte Anhängerschaft aus den unteren Schichten bezog, allerdings nicht ausschließlich. Das Publikum war bei allen Aufführungen stets gemischt.

### Skandale
Zuweilen schlugen die Schauspieler (und ihre Anhänger) aber auch heftig über die Stränge, so dass sich Tiberius 23 n. Chr. dazu veranlasst fühlte, sämtliche Pantomimen aus Rom zu verweisen, weil es zu Unruhen und Ausschreitungen gekommen war. Sein Nachfolger Caligula, der selbst ein begeisterter Pantomimentänzer war, holte die Künstler wieder zurück nach Rom.
Bei Theateraufführungen kam es nicht selten zu Aggressionen und Schlägereien zwischen den Fans. Grund dieser „Theaterskandale“ war die Bildung von Theaterparteien bzw. „Fanclubs“, die ihren jeweiligen Favoriten lautstark anfeuerten.
Nero engagierte für seine eigenen Aufführungen große Gruppen von Beifallsklatschern, die ihm Applaus spenden und ihn bei seinem Gesang unterstützen sollten, damit er sich nicht blamierte, was jedoch sehr kostspielig war. Weil er selbst gerne die Unruhen zwischen den Theaterfans von seiner Ehrenloge aus mit ansah und heftig mitmischte, blieben die für Ruhe verantwortlichen Beamten und Soldaten machtlos.
Der Besitz von Schauspielern und Spaßmachern zur eigenen Belustigung dürfte in den höheren Schichten als Statussymbol gegolten haben. Wer es sich leisten konnte, wie Ummidia Quadratilla, eine reiche Dame aus adeliger Familie (starb um 110 n. Chr.), hielt sich ein ganzes Schauspielerensemble.
Verheirateten Frauen aus höheren Schichten wurden mitunter Affären mit Schauspielern nachgesagt. Einer dieser bewunderten Pantomimen war der schöne und skandalumwitterte Mnester. Caligula soll ein homosexuelles Verhältnis mit ihm unterhalten haben, das er auch in aller Öffentlichkeit auslebte. Der Vorwurf eines Verhältnisses mit einem Schauspieler oder einer Schauspielerin ist in der antiken römischen Literatur ein stehender Topos, der dazu dienen sollte, die betreffende Person zu verunglimpfen, und daher immer mit gewissen Vorbehalten zu behandeln. Daneben hatte Mnester aber auch insgeheim mehrere Beziehungen zu verheirateten Frauen aus der Oberschicht, unter anderem mit Poppaea Sabina der Älteren (laut Tacitus die „schönste Frau von Rom“), mit der er sich nachts heimlich im Haus eines Mitwissenden traf. Als der Ehebruch der beiden aufflog, ließ der neue Kaiser Claudius den Helfer umbringen. Mnester selbst ging ohne Schaden aus der Affäre hervor und eine neue Liaison ausgerechnet mit Valeria Messalina, der Frau des Kaisers, ein. Angeblich wurde er von ihr dazu gezwungen. Die Beziehung der beiden war allgemein bekannt, wurde vom Kaiser jedoch anfangs ignoriert. Mnester war jedoch nicht der einzige Liebhaber der Messalina, und als Claudius schließlich der Kragen platzte, ließ er in den Jahren 46 und 47 alle ehemaligen Liebhaber seiner Frau, darunter auch Mnester, trotz dessen Unschuldsbeteuerungen, hinrichten. Messalina selbst kam nur kurze Zeit später durch eine Intrige ums Leben.
Zur Zeit Domitians lebte der ähnlich skandalöse Pantomime Paris, der ebenfalls ein Verhältnis mit der Kaiserin einging. Domitian ließ ihn daraufhin 83 n. Chr. auf offener Straße ermorden. Als seine Fans spontan als Zeichen der Verehrung Blumen und Wohlgerüche am Ort seines Todes verteilten, drohte der Kaiser auch sie hinzurichten, blieb jedoch machtlos gegen eine Grabinschrift, die Martial zu Ehren des toten Künstlers verfasste.

### Die Ausrichtung der Spiele
Die Ludi publici waren fester Bestandteil des römischen Veranstaltungskalenders und wurden an feststehenden Feiertagen veranstaltet und von Kaisern oder reichen Beamten finanziert. Von den zur Zeit Augustus 77 regulären Schauspieltagen des Festkalenders waren 56 für Bühnenaufführungen im Theater reserviert. Die Zahl der Festtage nahm immer mehr zu, so dass in der Mitte des 4. Jahrhunderts n. Chr. von 176 Festtagen 102 dem Theater zufielen. Hinzu kamen einige unreguläre spectacula, die meist von Privatleuten finanziert wurden, sich allerdings hauptsächlich auf Wagenrennen und Gladiatorenkämpfe beschränkten. Trotzdem blieben die Theateraufführungen zahlenmäßig auf Platz eins. Grund hierfür war u. a. der vergleichbar geringe finanzielle Aufwand einer Theateraufführung im Vergleich zu den astronomischen Summen, die Tierhetzen und Gladiatorenkämpfe im Kolosseum verschlangen.
Die ludi publici waren für alle da und waren daher kostenlos. Aber zur Veranstaltung der ludi gehörte nicht nur die Aufführungen auf Bühne oder in der Arena, sondern auch die Sorge um das leibliche Wohl der Zuschauer: Besonders Caligula machte sich durch das Verteilen von Gratismahlzeiten beliebt. Das römische Theater zeichnete sich vor allem durch sein abwechslungsreiches Spiel aus. Dies ist dadurch bedingt, dass es in Rom, im Gegensatz zum klassischen Athen, eine große Bandbreite von Vergnügungen gab. Es mussten auch viele Menschen unterhalten werden. So wurden Theateraufführungen in ihrem Bemühen, Zuschauer anzulocken, mit der Zeit immer einseitiger. Oft waren sie nicht mehr als zotige Farcen, die nur schnelle, vulgäre Unterhaltung versprachen.